# 黑蝽屬
黑蝽屬（英語：Erthesina），是蝽科下的一個屬，目前已知該屬共有兩個物種。

## 物種
- Erthesina acuminata
- 黃斑黑蝽 Erthesina fullo (Thunberg, 1783)

## 外部連結
- 维基共享资源上的相關多媒體資源：黑蝽屬